# 名城公園駅
名城公園駅（めいじょうこうえんえき）は、愛知県名古屋市北区名城2丁目にある、名古屋市営地下鉄名城線の駅である。駅番号はM08。アクセントカラーは茶色。
名古屋城の最寄り駅は1駅隣の名古屋城駅（旧市役所駅）であるが、名古屋城を訪れる観光客が名城公園駅を最寄駅だと思い下車することがあった。この勘違いを防ぐため、車内アナウンスや駅構内に設置された表示板などで案内が行われていた。

## 歴史
- 1971年（昭和46年）12月20日：開業[1]。
- 2020年（令和2年）9月21日：可動式ホーム柵使用開始[WEB 3][WEB 4][WEB 5]。
- 2023年（令和5年）1月10日 - 2025年（令和7年）2月末（予定）：明るく清潔感のある快適・便利な駅空間を提供できるようリニューアル工事を実施[WEB 6]。

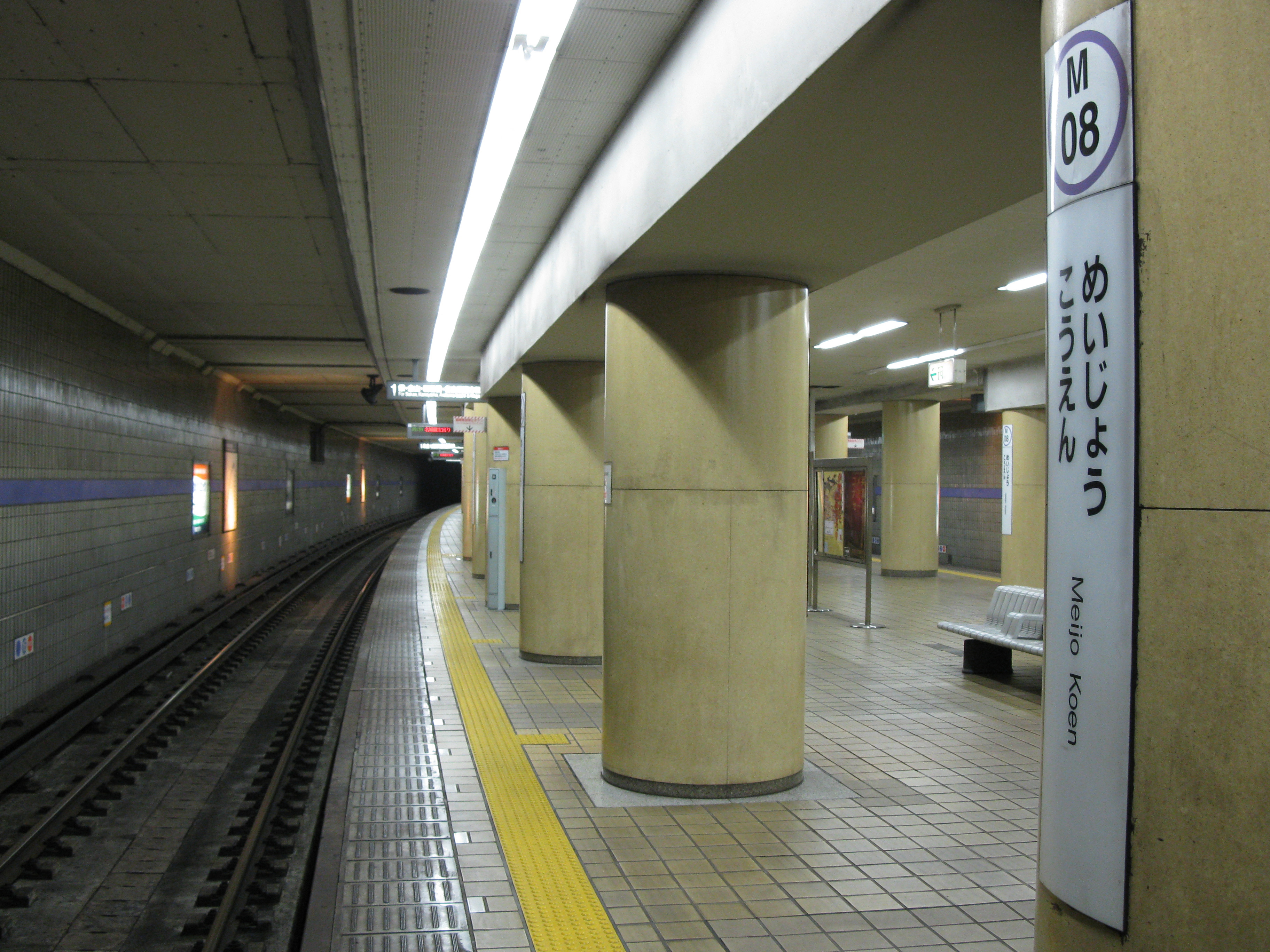
可動式ホーム柵設置前のホーム
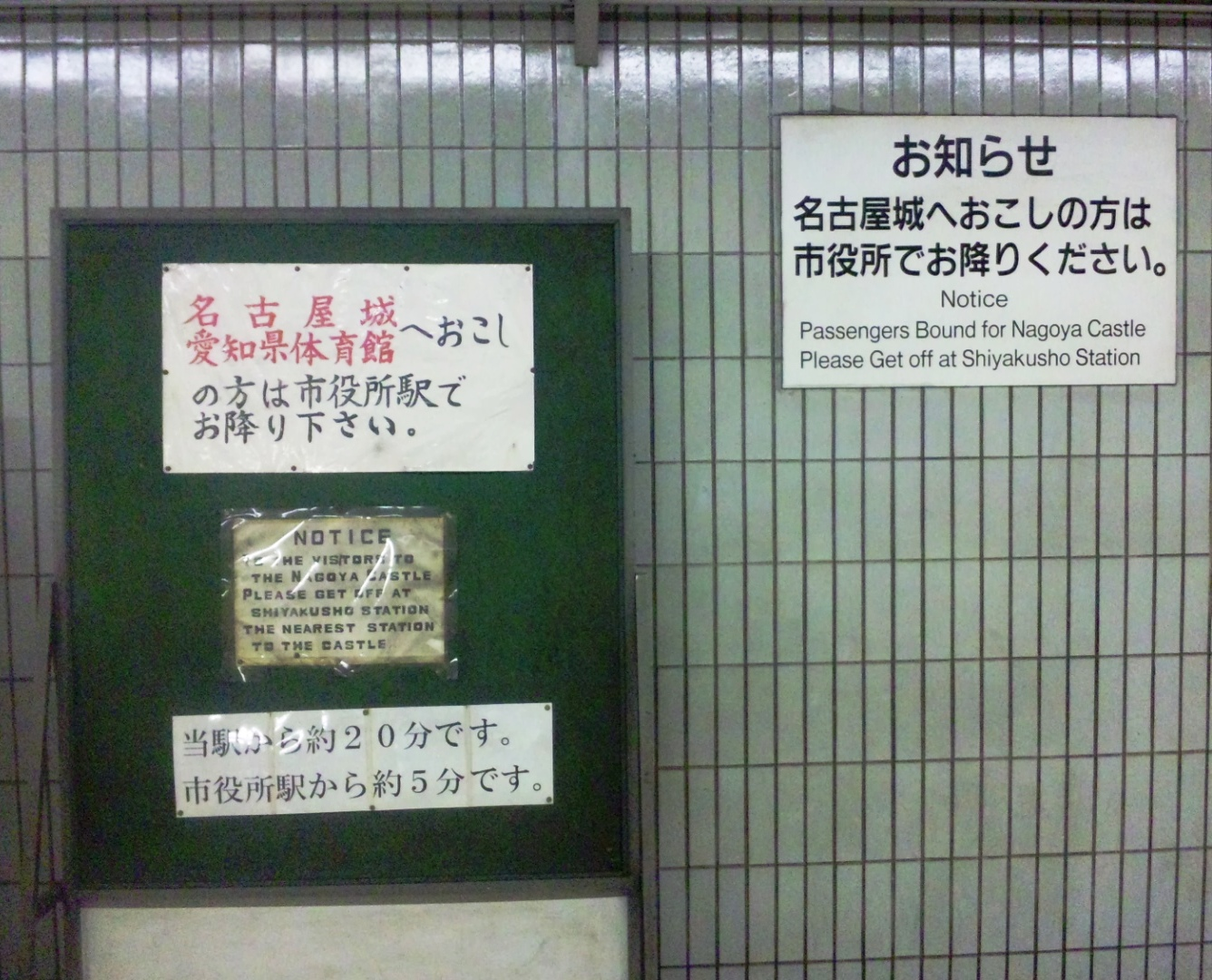
名古屋城・愛知県体育館へ向かう際は次の市役所（現・名古屋城）駅へ降りるよう促す案内板。当初は日本語の手書きのみであった。

## 駅構造
島式1面2線のホームを持つ地下駅で可動式ホーム柵が設置されている。改札口は1ヶ所で、出入り口は4ヶ所ある。エレベーターは改札内と1番出入口と3番出入口に各1基、4番出入口（地上とIGアリーナに直結）に2基設置されている。駅内のエスカレーターのうち1機は開駅当初から設置されている。
当駅は、名城線北部駅務区栄管区駅が管轄している。

### のりば
| ホーム | 路線            | 方向   | 行先                           |
| ------ | --------------- | ------ | ------------------------------ |
| 1      | 名城線・ 名港線 | 左回り | 栄・金山・新瑞橋・名古屋港方面 |
| 2      | 名城線          | 右回り | 大曽根・本山方面               |

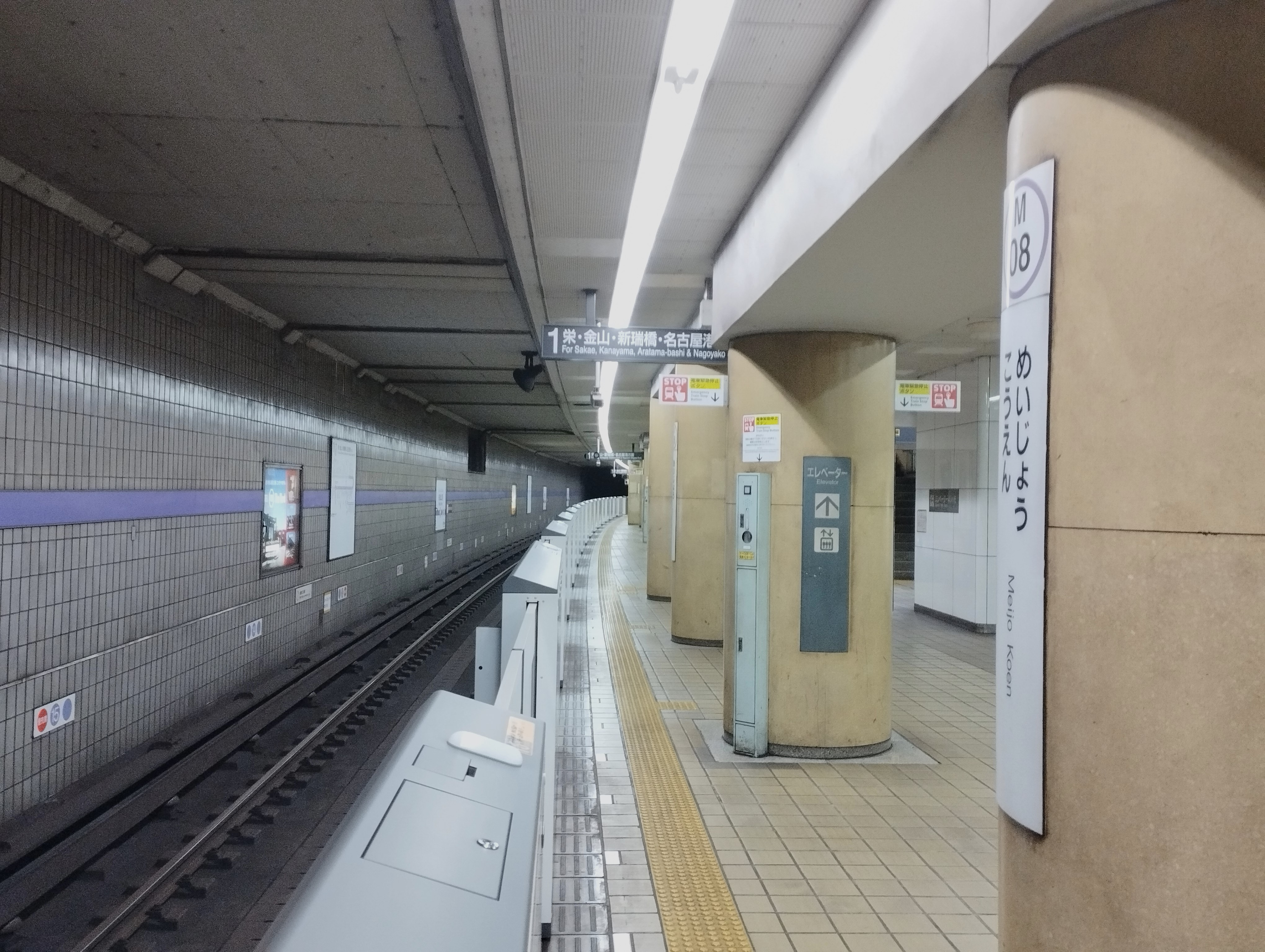
ホーム（リニューアル前）
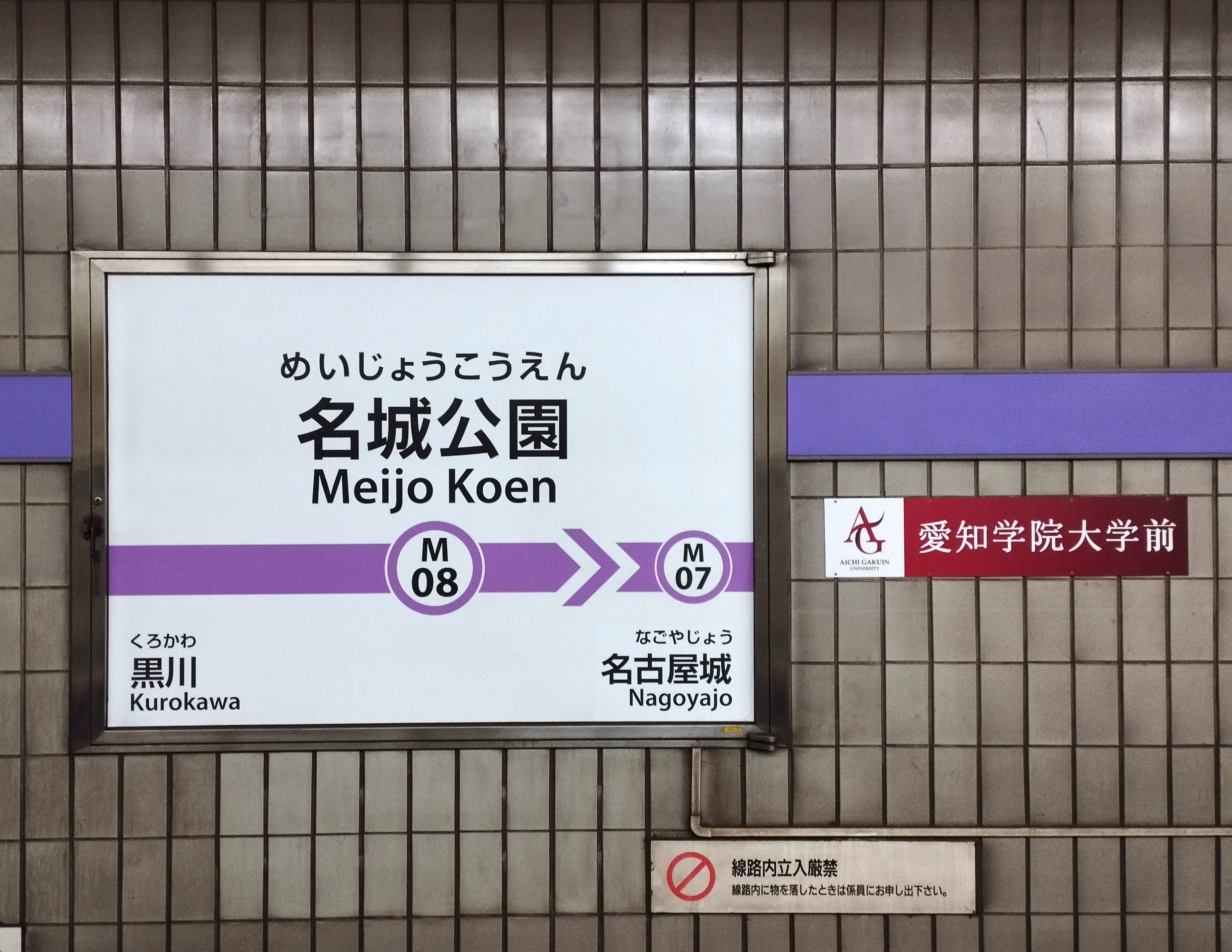
駅名標（リニューアル前）

## 利用状況
2019年（令和元年）度の1日当たり平均乗車人員は、5,394人である。

## 駅周辺
駅は大津通からやや東に離れた、合同宿舎城北住宅の地下付近に位置する。エレベーターのない2番出入口は大津通に面している。
- 名城公園
  - 愛知県スポーツ会館[WEB 7]
  - 名城庭球場
  - 名城公園野球場
  - 名城プール[WEB 8]
  - 愛知国際アリーナ(IGアリーナ)
- 柳原通商店街
- 城北自動車学校[WEB 9]
- カトリック城北橋教会[WEB 10]
- 名古屋高速1号楠線
- 大津通
- 名古屋市下水道科学館[WEB 11]
- 愛知学院大学名城公園キャンパス[WEB 12]
- 名古屋造形大学

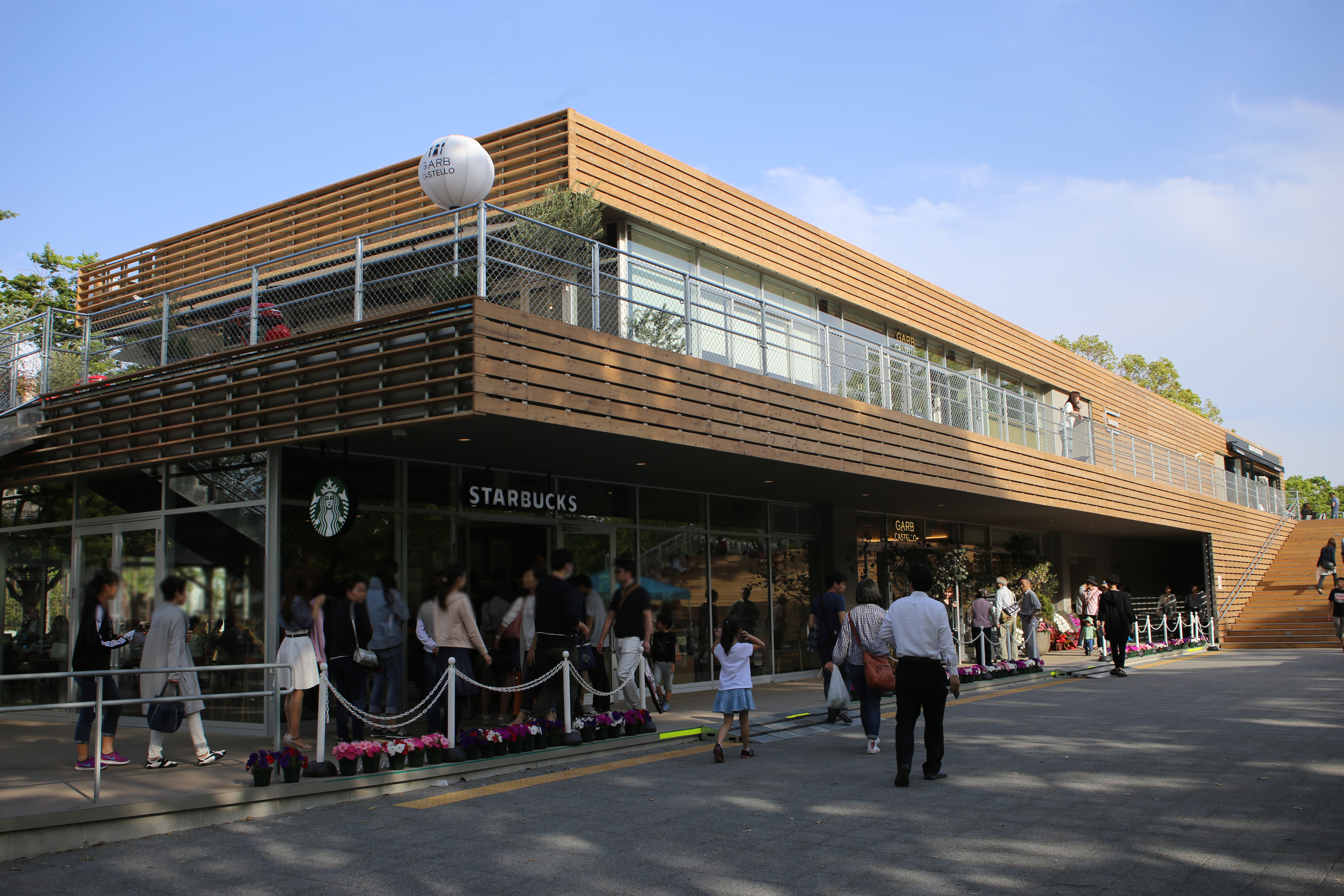
名城公園トナリノ
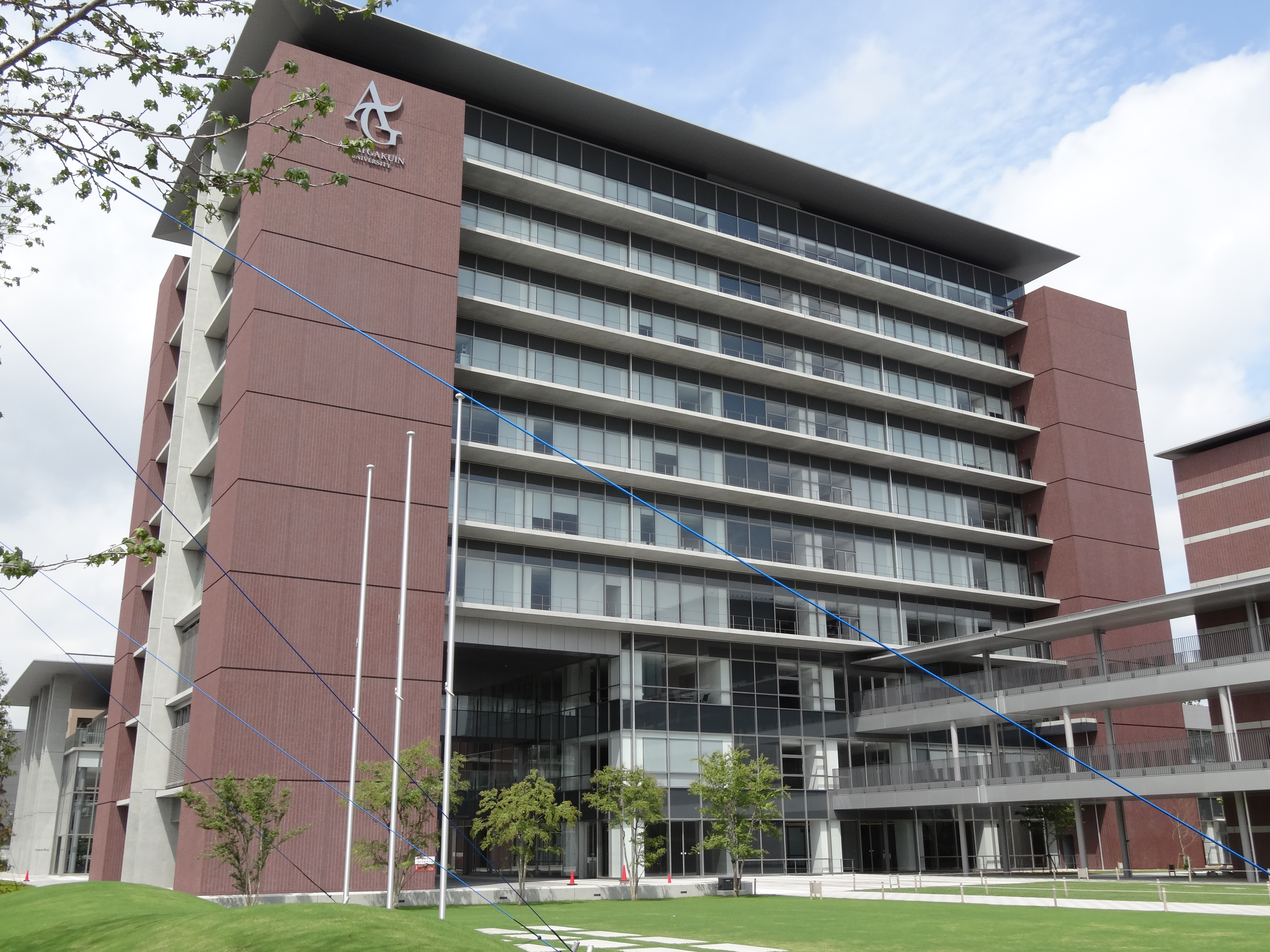
愛知学院大学 名城公園キャンパス

## バス路線
名古屋市営バス「名城公園」バス停
- 栄11：栄 - 名城公園 - 如意車庫前・如意住宅・平田住宅[WEB 14]
- 栄25：栄 - 名城公園 - 名塚中学・名西橋[WEB 14]

## 隣の駅
名古屋市営地下鉄
 名城線
名古屋城駅 (M07) - 名城公園駅 (M08) - 黒川駅 (M09)

#### WEB
1. ↑  “交通広告メディアガイド2021年版” (PDF).   名古屋市交通局 (2021年3月). 2021年6月30日時点のオリジナルよりアーカイブ。2021年4月5日閲覧。
2. ↑  水越直哉「市役所→名古屋城、名城公園での誤降車防止　地下鉄駅名称懇談会」『中日新聞』2020年5月30日。2021年12月20日閲覧。
3. ↑  水越直哉「地下鉄、可動ホーム柵設置　名城・名港線で開始」『中日新聞』2020年4月1日。2021年12月21日閲覧。
4. ↑  “地下鉄ホーム柵設置工事日程のお知らせ（名城公園駅・黒川駅・志賀本通駅）”.   名古屋市身体障害者福祉連合会. 2021年12月21日閲覧。
5. ↑  “総合リハビリセンター駅2番線及び瑞穂運動場東駅2番線の可動式ホーム柵稼働のお知らせ”.   名古屋市交通局 (2021年1月25日). 2021年1月26日時点のオリジナルよりアーカイブ。2021年1月26日閲覧。
6. ↑  “名城公園駅リニューアル工事のお知らせ”. 名古屋市交通局 (2022年12月20日). 2022年12月25日閲覧。
7. ↑  “交通案内”.   愛知県スポーツセンター. 2017年7月22日閲覧。
8. ↑  名古屋市教育委員会事務局生涯学習部スポーツ振興課施設係 (2017年7月6日). “名古屋市屋外(冷水)プール”.   名古屋市. 2017年7月22日閲覧。
9. ↑  “周辺マップ”.   城北自動車学校. 2017年7月22日閲覧。
10. ↑  “アクセスマップ”.   カトリック城北橋教会. 2021年12月20日閲覧。
11. ↑  “下水道科学館のご案内”.   名古屋市上下水道局. 2017年7月22日閲覧。
12. ↑  “アクセス・周辺情報”.   愛知学院大学. 2017年7月22日閲覧。
13. ↑  “名城公園 バスのりば”.   名古屋市交通局. 2017年7月22日閲覧。
14. 1 2  “名城公園”.   名古屋市交通局. 2017年7月22日閲覧。

#### 書籍
1. 1 2  日本鉄道旅行地図帳編集部編 2008, p. 53.